# ایوان شیشکین
ایوان شیشکین (روسی: Ива́н Ива́нович Ши́шкин؛ ۲۵ ژانویهٔ ۱۸۳۲ – ۲۰ مارس ۱۸۹۸) از نقاشان واقع‌گرا اهل امپراتوری روسیه بود.

## زندگی

پرتره شیشکین اثر ایوان کرامسکوی (۱۸۷۳)

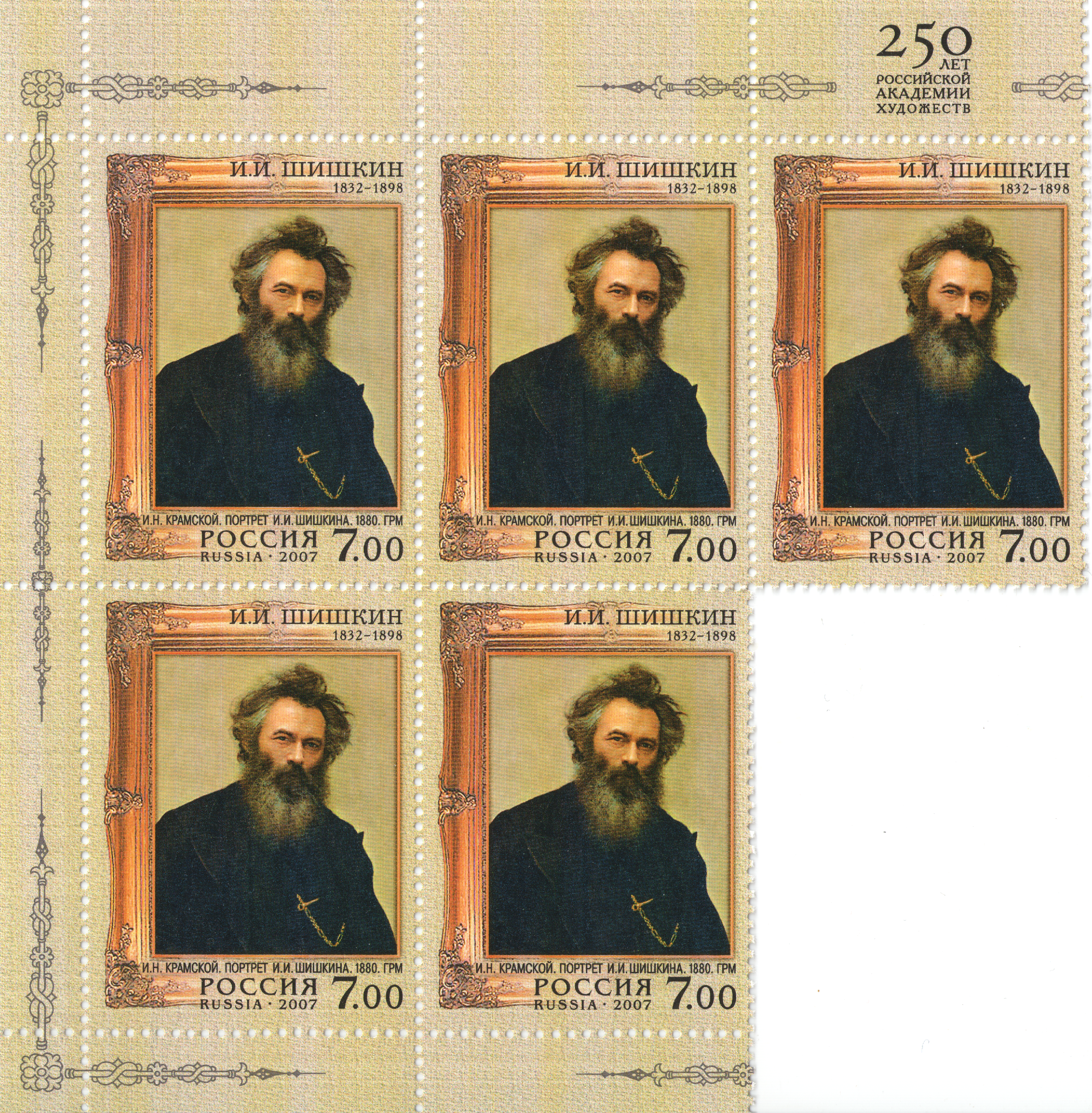
تمبرهای روسی با پرتره شیشکین

شیشکین در یلابوگا از استان ویاتکا (جمهوری تاتارستان امروز) به دنیا آمد و از دبیرستان کازان فارغ‌التحصیل شد. سپس چهار سال در مدرسه نقاشی، مجسمه‌سازی و معماری مسکو تحصیل کرد. پس از آن، از سال ۱۸۵۶ تا ۱۸۶۰ در آکادمی سلطنتی هنر سن پترزبورگ حضور یافت و با بالاترین افتخارات و مدال طلا فارغ‌التحصیل شد. وی برای ادامه تحصیل در اروپا بورس تحصیلی شاهنشاهی را دریافت کرد.
پنج سال بعد شیشکین به عضویت آکادمی شاهنشاهی در سن پترزبورگ درآمد و از سال ۱۸۷۳ تا ۱۸۹۸ استاد نقاشی بود. در همان زمان، ریاست کلاس نقاشی منظره را در عالی‌ترین مدرسه هنر سن پترزبورگ بر عهده داشت.
شیشکین مدتی با بورسیه آکادمی هنر سلطنتی سن پترزبورگ در سوئیس و آلمان زندگی و کار کرد. در بازگشت به سن پترزبورگ، به عضویت حلقه گردشگران و انجمن آب‌رنگ‌شناسان روسی درآمد. وی همچنین در نمایشگاههای آکادمی هنر، نمایشگاه همه روسی‌ها در مسکو (۱۸۸۲)، نیژنی نووگورود (۱۸۹۶) و نمایشگاه‌های جهانی (پاریس، ۱۸۶۷ و ۱۸۷۸ و وین، ۱۸۷۳) شرکت کرد. روش نقاشی شیشکین بر اساس مطالعات تحلیلی دربارهٔ طبیعت بود. وی به دلیل مناظر جنگلی خود مشهور شد و همچنین یک طراح فنی برجسته و یک پرینت‌میکر بود.

## نگارخانه

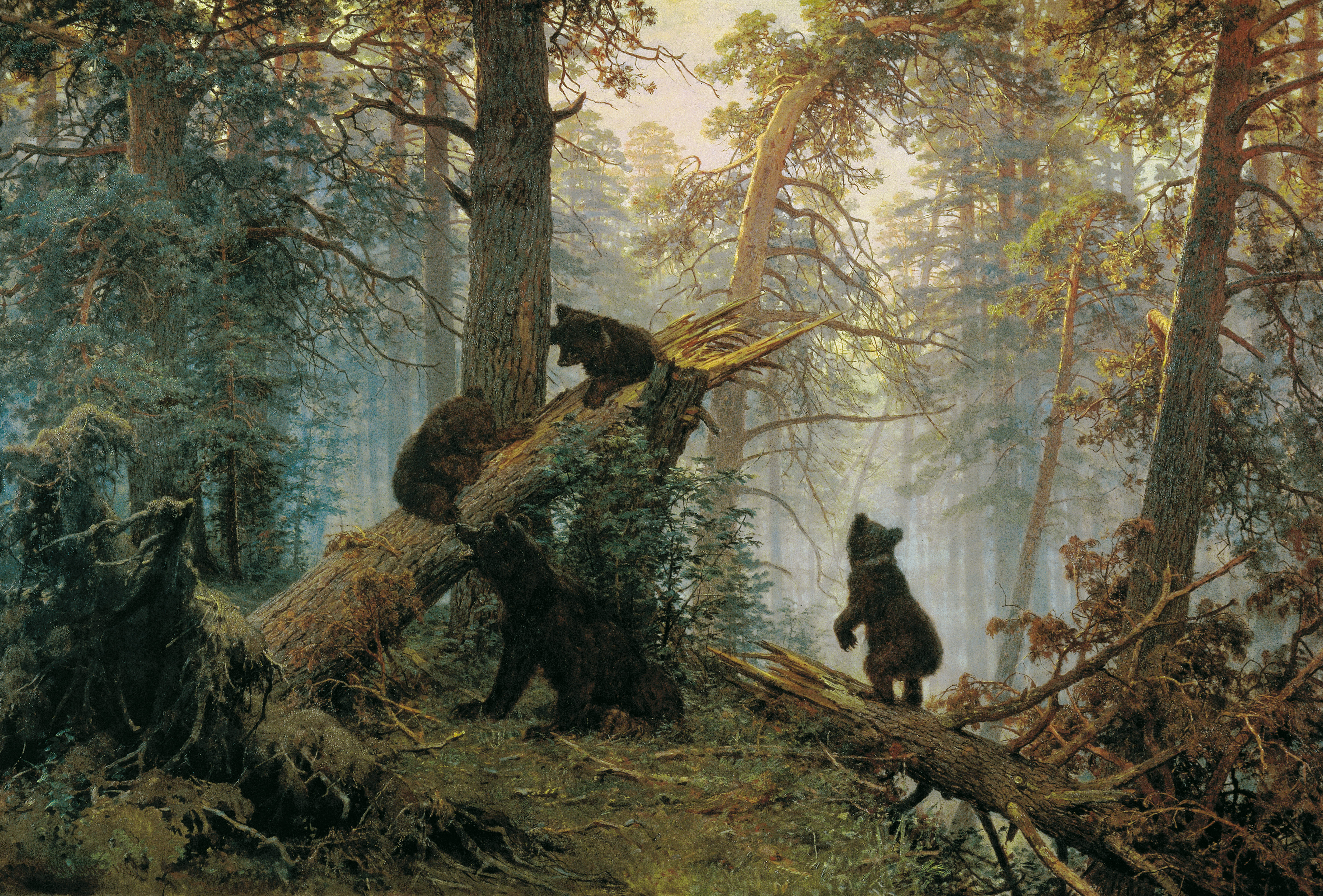
صبح در جنگل کاج
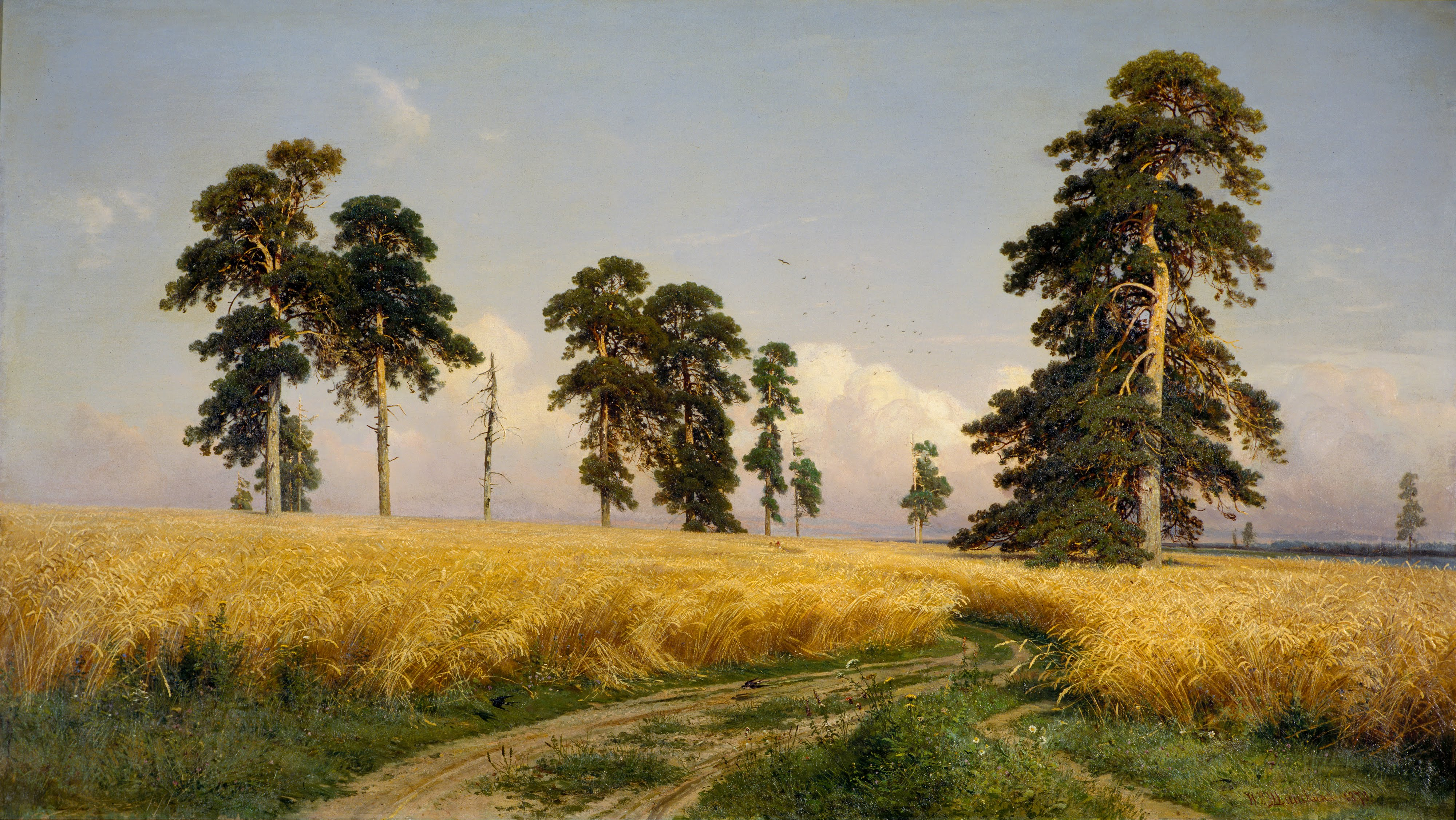
چاودار
باران در جنگل بلوط
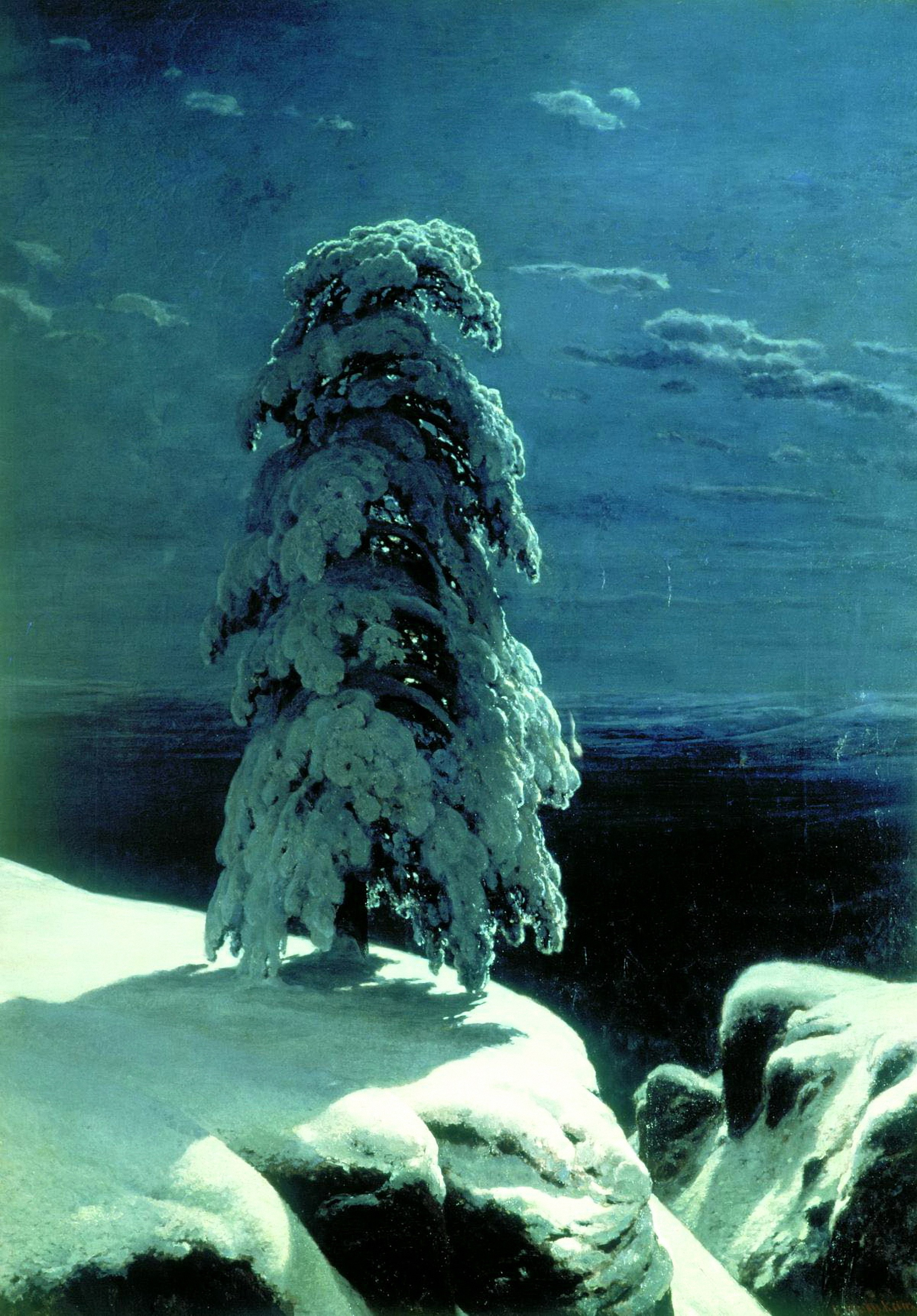
در شمال وحشی
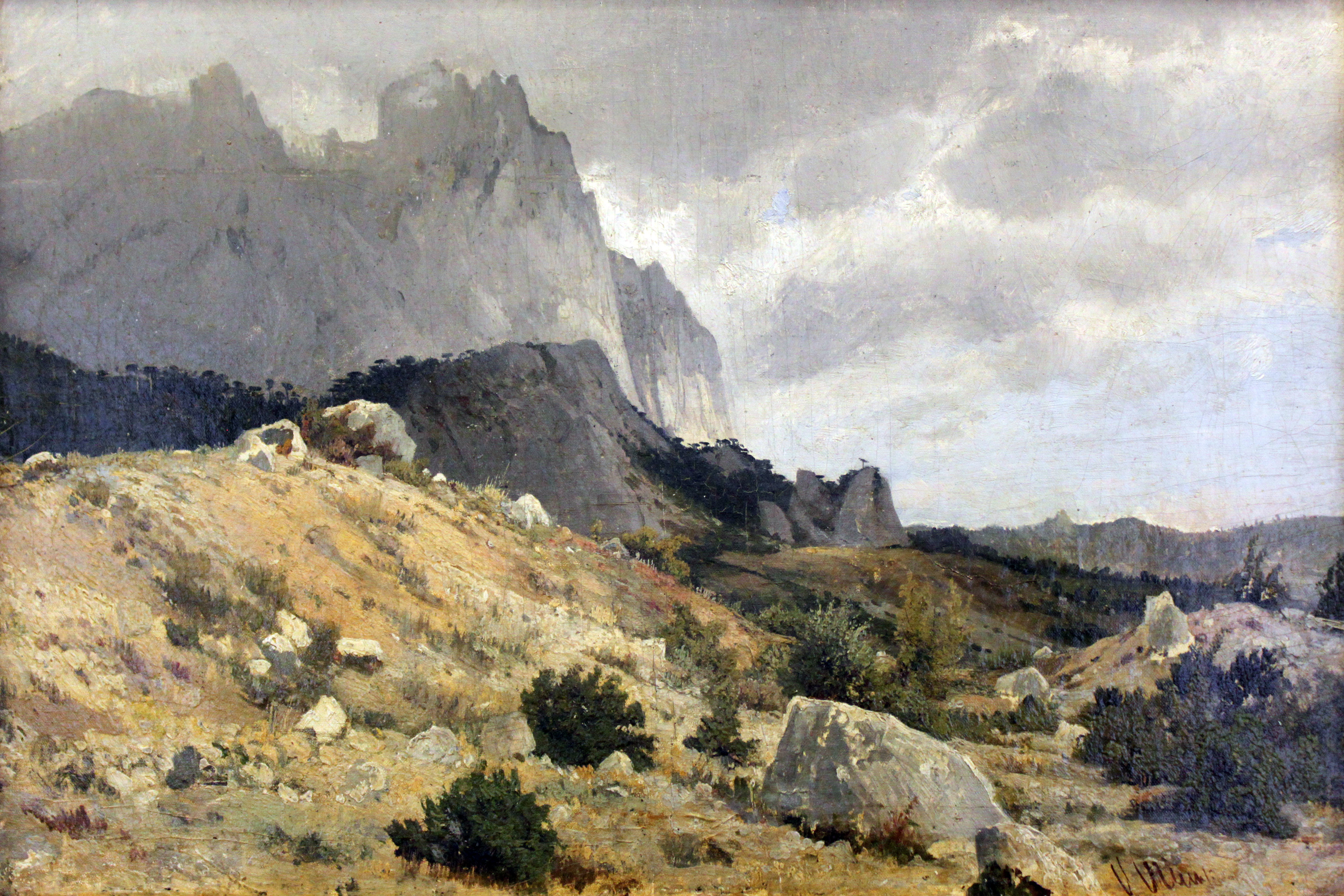
چشم انداز صخره ای
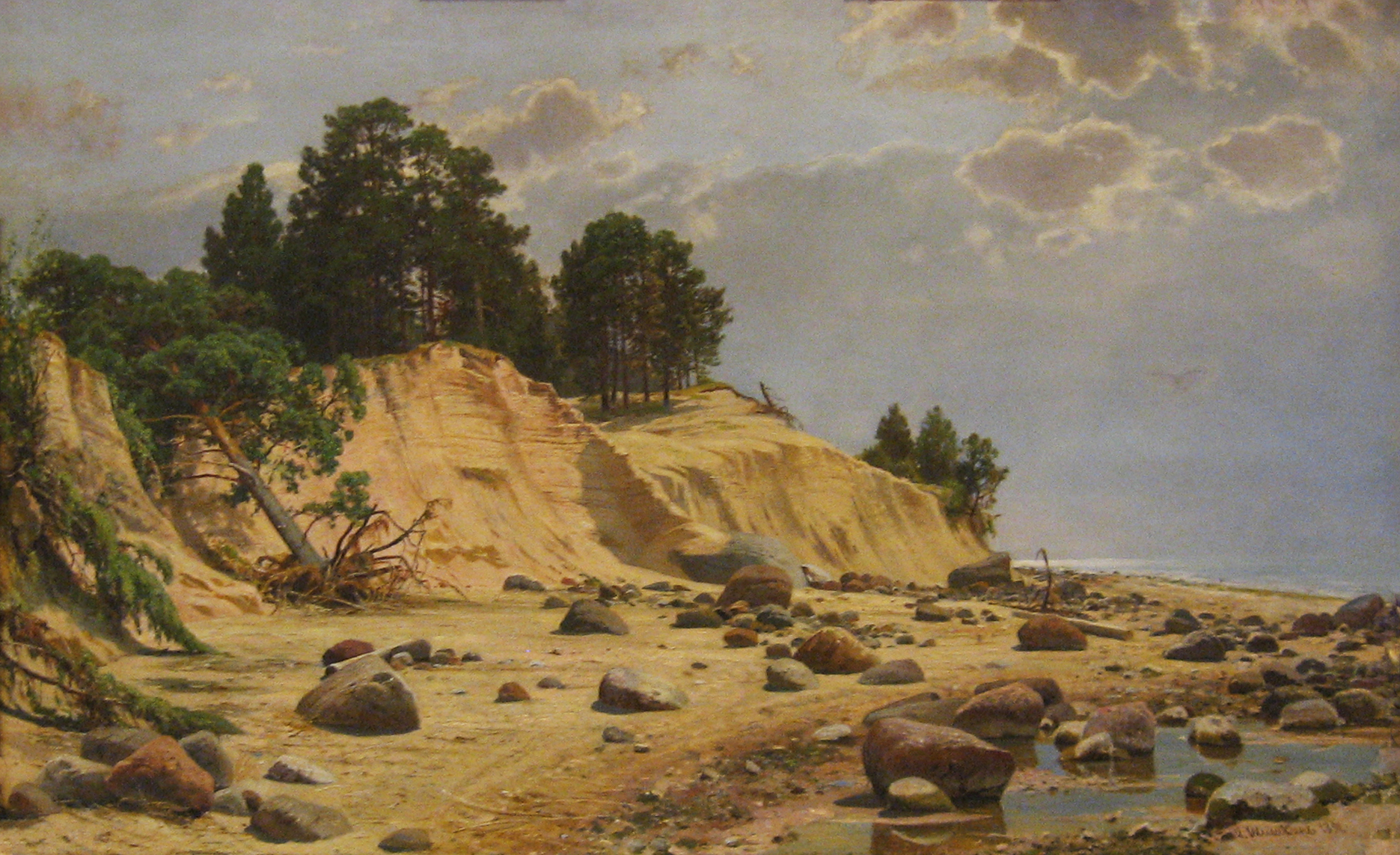
بعد از طوفان در مری هووی
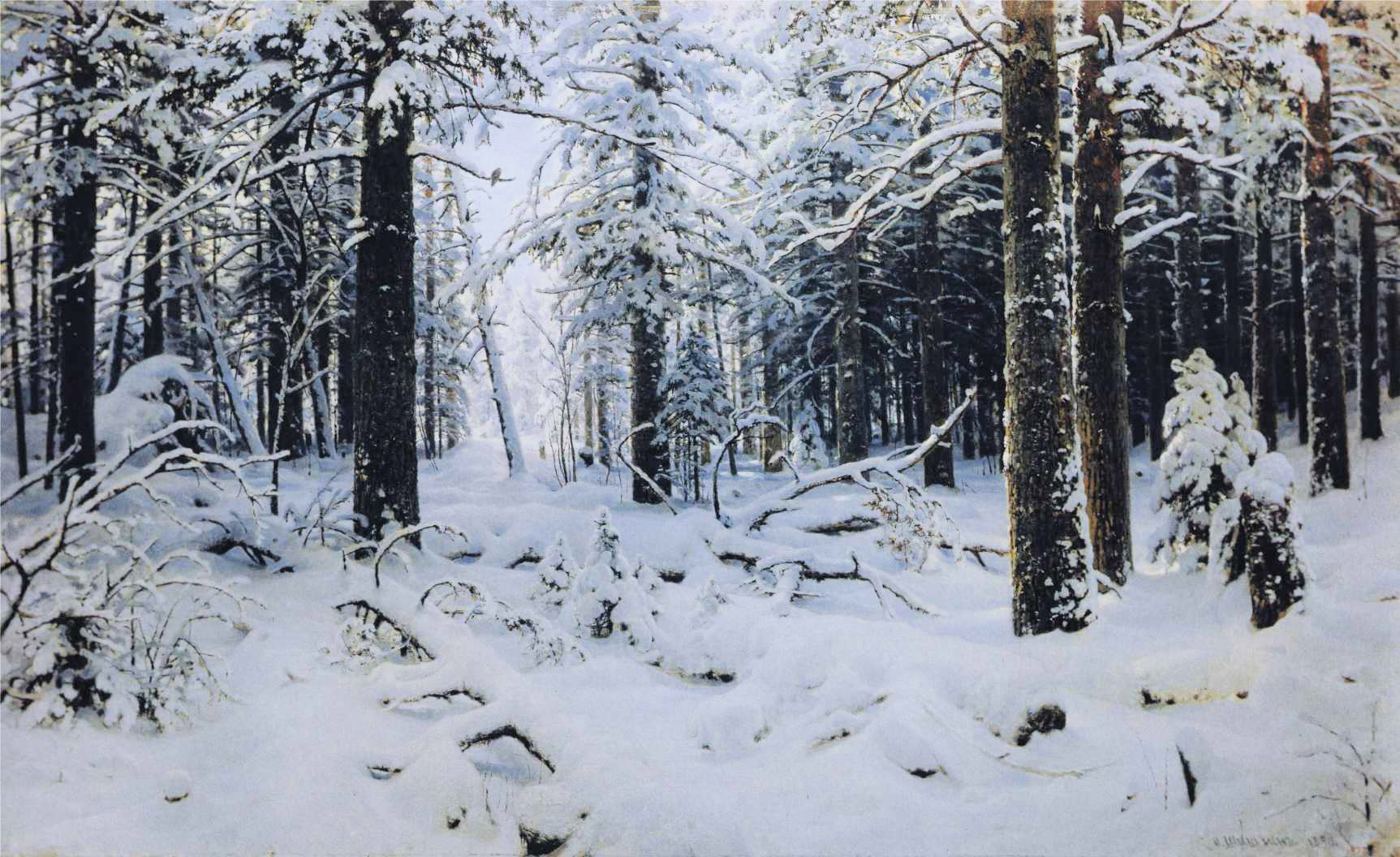
زمستان
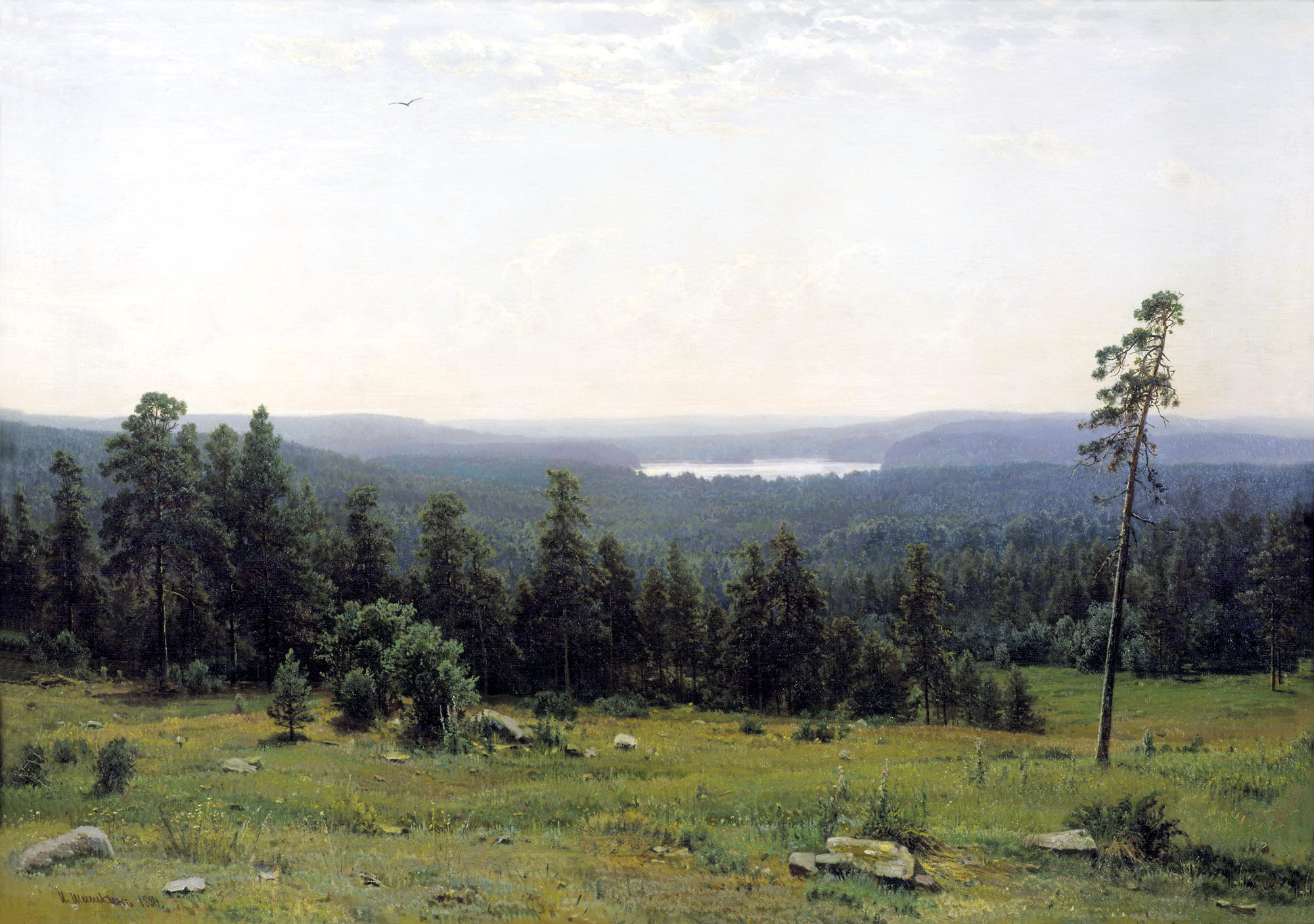
مسیر جنگل
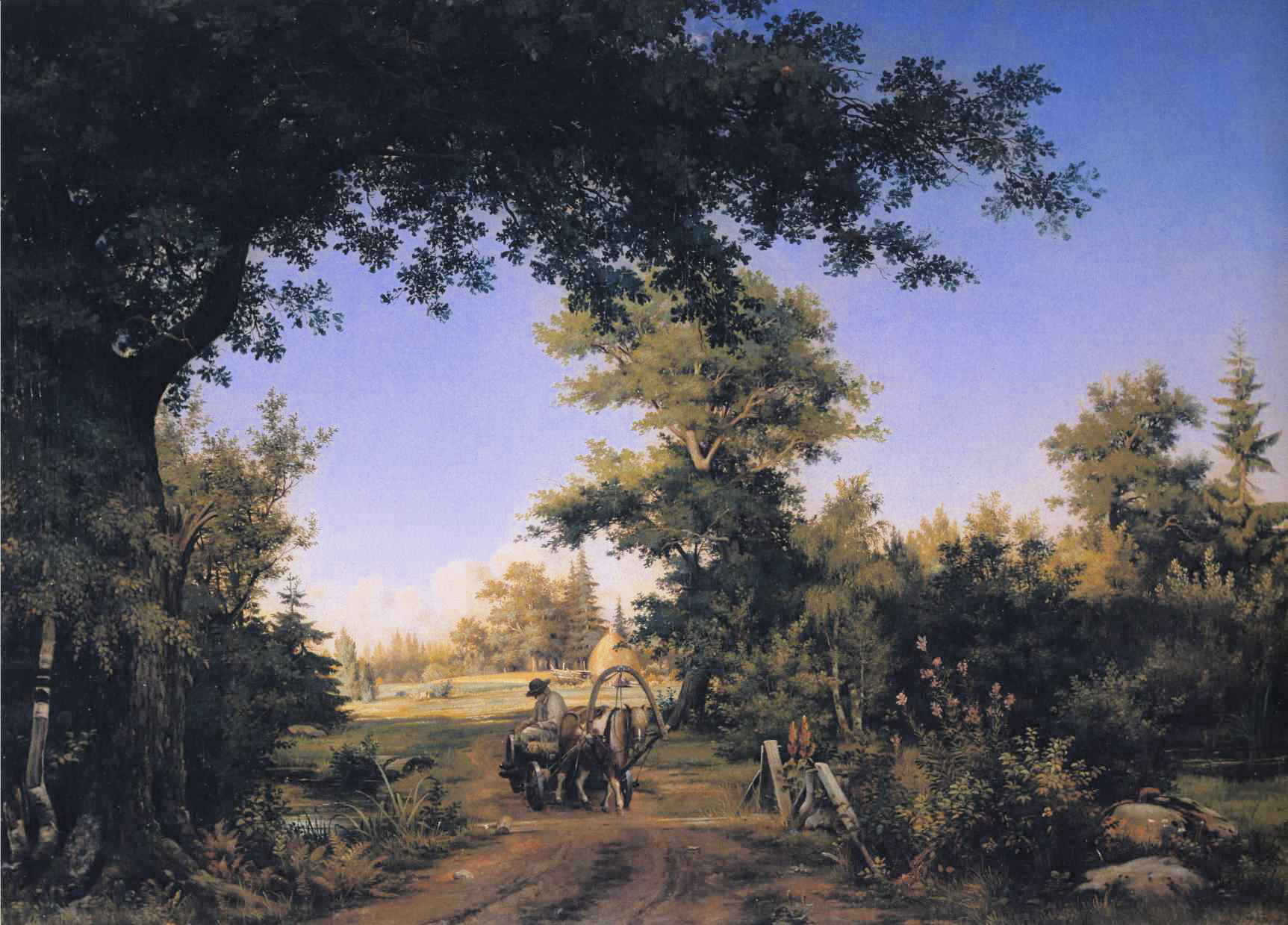
نمایی از حومه سن پترزبورگ